# Kotwasice
Kotwasice is een plaats in het Poolse district  Turecki, woiwodschap Groot-Polen. De plaats maakt deel uit van de gemeente Malanów en telt 859 inwoners.